# 重庆工程学院
重庆工程学院，是位于中华人民共和国重庆市重庆主城区的一所民办大学，原爲重庆正大软件职业技术学院，2014年升格为重庆工程学院。该院由重庆正大软件（集团）创办。2024年12月，重庆工程学院智能建造及建筑新材料产业学院成立。